# Arpașu de Jos
Arpașu de Jos is een Roemeense gemeente in het district Sibiu.
Arpașu de Jos telt 2753 inwoners.